# George M. Dallas
George Mifflin Dallas (født 10. juli 1792, død 31. december 1864) var en amerikansk senator fra Pennsylvania og den 11. vicepræsident i USA under James Knox Polk i perioden 4. marts 1845 til 4. marts 1849.
Dallas havde en skiftende karriere med stillinger som ambassadesekretær, bankchef, ordfører, statsadvokat, jurist, senator og som ambassadør til Moskva og London.
Byen Dallas i Texas har sandsynligvis fået sit navn efter George M. Dallas.